# 谢泼德音调

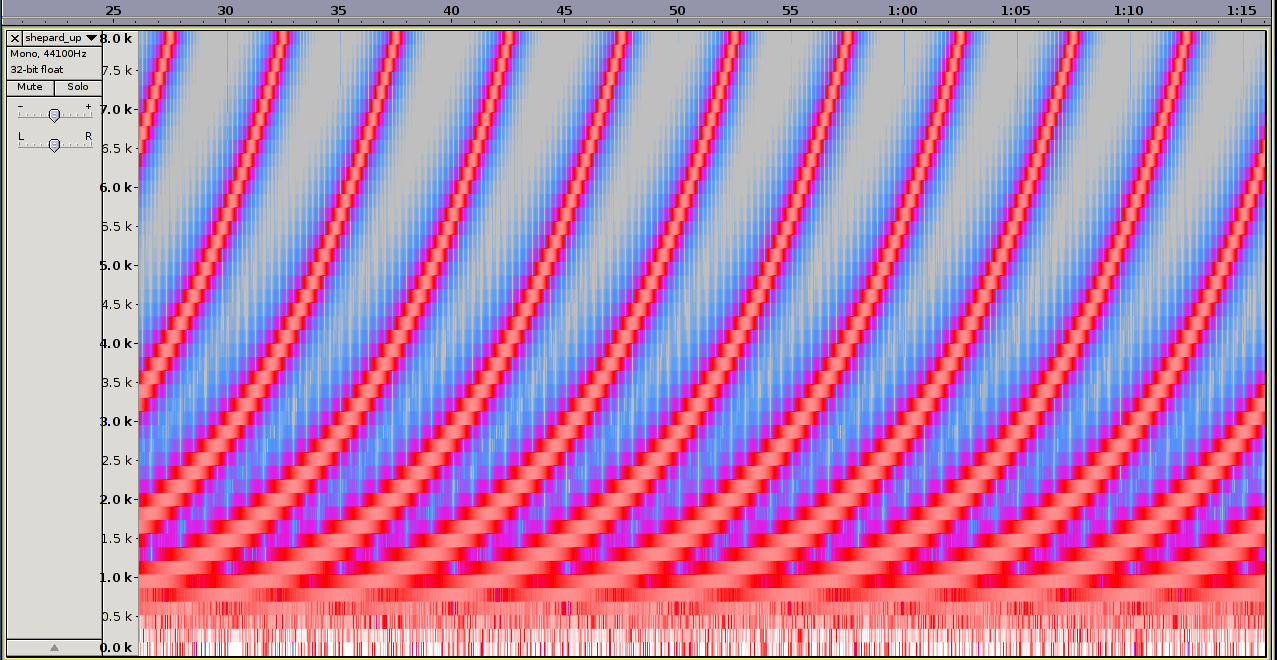
线性频率范围内上升谢泼德音调的频谱图

谢泼德音调（英語：Shepard tone），以罗格·谢泼德命名，是一种由八度音阶分隔的正弦波叠加而成的声音。当音调的低音音高向上或向下移动时，它被称为谢泼德音阶（英語：Shepard scale）。这会产生一种音调的错听，该音调似乎在音高上不断升高或降低，但最终不会变得更高或更低。

## 制作

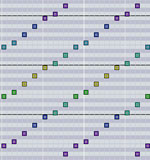
形成谢泼德音阶的谢泼德音调，在音序器中说明

图中的每个方格表示一个音调，任何一组垂直对齐的方格一起构成一个谢泼德音调。每个方块的颜色表示音符的响度，紫色是最安静的，绿色是最响的。同时演奏的重叠音符恰好相隔一个八度，每个音阶都会淡入淡出，因此不可能听到任何给定音阶的开头或结尾。
作为上升谢泼德音阶的概念示例(半音上升)，第一个音调可以是微弱到幾乎聽不到的 C4（中央C）和响亮的C5（高八度C）。接下来是稍微响亮的C♯4和稍微安静的C♯5；接下来将是更响亮的D4和更安静的D5。这两个频率在八度音阶的中间（F♯4和 F♯5）将同样响亮，第十二音将是响亮的B4和几乎听不见的B5加上几乎听不见的B3。然后第十三个音将与第一个音相同，并且循环可以无限期地继续。（换句话说，每个音由两个频率相隔八度音程的正弦波组成；每个音的强度例如是其与峰值频率（在上述示例中为B4）以半音为单位的间隔的升余弦函数。根据谢泼德所说，“几乎任何在低频和高频下逐渐减小到亚阈值水平的平滑分布都会与实际使用的余弦曲线一样好。”
这种错觉背后的理论在 BBC 的节目《Bang Goes the Theory》的一集中得到了展示，该效果被描述为“音乐三色柱”。